# Kodowanie arytmetyczne
Kodowanie arytmetyczne – metoda kodowania źródłowego dyskretnych źródeł sygnałów, stosowana jako jeden z systemów w bezstratnej kompresji danych. Została wynaleziona przez Petera Eliasa około 1960 roku. Od roku 2014 było zastępowane kodowaniem Asymmetric Numeral Systems, które pozwala na szybsze implementacje przy podobnym stopniu kompresji.
Ideą tego kodu jest przedstawienie ciągu wiadomości jako podprzedziału przedziału jednostkowego {\displaystyle [0,1)} wyznaczonego rekursywnie na podstawie prawdopodobieństw wystąpienia tychże wiadomości generowanych przez źródło. Ciąg kodowy reprezentujący kodowane wiadomości jest binarnym zapisem wartości z wyznaczonego w ten sposób przedziału.
Można udowodnić, że przy wyborze odpowiednio długiego ciągu wiadomości do zakodowania, średnia liczba symboli na wiadomość jest mniejsza od {\displaystyle H(X)+2,} gdzie {\displaystyle H(X)} jest entropią źródła, lecz co najmniej równa samej entropii.

## Algorytm kodowania
Dany jest zbiór symboli {\displaystyle S=\{x_{1},x_{2},\dots \}} oraz stowarzyszony z nim zbiór prawdopodobieństw {\displaystyle p=\{p_{1},p_{2},\dots \}.} Jeden z symboli jest wyróżniony – jego wystąpienie oznacza koniec komunikatu, co zapobiega wystąpieniu niejednoznaczności; ewentualnie zamiast wprowadzenia dodatkowego symbolu można przesyłać długość kodowanego ciągu.
Na początku dany jest przedział {\displaystyle P=[0,1),} który dzielony jest na podprzedziały o szerokościach równych kolejnym prawdopodobieństwom {\displaystyle p_{i},} czyli otrzymywany jest ciąg podprzedziałów {\displaystyle [0,p_{1}),[p_{1},p_{1}+p_{2}),[p_{1}+p_{2},p_{1}+p_{2}+p_{3}),[p_{1}+p_{2}+p_{3},p_{1}+p_{2}+p_{3}+p_{4}),\dots } Kolejnym podprzedziałom (ozn. {\displaystyle R_{i}}) odpowiadają symbole ze zbioru {\displaystyle S.}
Algorytm kodowania:
- Dla kolejnych symboli c:
  - Określ, który podprzedział bieżącego przedziału {\displaystyle P} odpowiada literze c – wynikiem jest {\displaystyle R_{i}.}
  - Weź nowy przedział {\displaystyle P:=R_{i}} – następuje zawężenie przedziału
  - Podziel ten przedział {\displaystyle P} na podprzedziały w sposób analogiczny do tego, jak to miało miejsce na samym początku (chodzi o zachowanie proporcji szerokości podprzedziałów).
- Zwróć liczbę jednoznacznie wskazującą przedział {\displaystyle P} (najczęściej dolne ograniczenie, albo średnia dolnego i górnego ograniczenia).

### Przykład 1
Na rysunku pokazano, jak zmienia się aktualny przedział {\displaystyle P} w trzech pierwszych krokach kodowania. Kodowane są trzy symbole z czteroelementowego zbioru o prawdopodobieństwach {\displaystyle p=\{0{,}6;0{,}2;0{,}1;0{,}1\},} w kolejności: pierwszy, trzeci, czwarty.

### Przykład 2
Niech {\displaystyle S=\{a,b,c,\#\}} ({\displaystyle \#} – koniec komunikatu), prawdopodobieństwa {\displaystyle p=\{0{,}45;0{,}3;0{,}2;0{,}05\}.}
Zakodowany zostanie ciąg {\displaystyle caba\#.}
- Początkowo przedział {\displaystyle P=[0,1),} jest on dzielony na podprzedziały {\displaystyle [0,0{,}45),[0{,}45,0{,}75),[0{,}75,0{,}95),[0{,}95,1).}
- Pierwszym kodowanym symbolem jest {\displaystyle c,} któremu odpowiada 3. podprzedział, zatem {\displaystyle P:=R_{3}=[0{,}75,0{,}95).} Nowy przedział znów jest dzielony: {\displaystyle [0{,}75,0{,}84),[0{,}84,0{,}9),[0{,}9,0{,}94),[0{,}94,0{,}95).}
- Kolejnym kodowanym symbolem jest {\displaystyle a,} któremu odpowiada 1. podprzedział, zatem {\displaystyle P:=R_{1}=[0{,}75,0{,}84).} Nowy przedział znów jest dzielony: {\displaystyle [0{,}75,0{,}7905),[0{,}7905,0{,}8175),[0{,}8175,0{,}8355),[0{,}8355,0{,}84).}
- Kolejnym kodowanym symbolem jest {\displaystyle b,} któremu odpowiada 2. podprzedział, zatem {\displaystyle P:=R_{2}=[0{,}7905,0{,}8175).} Nowy przedział znów jest dzielony: {\displaystyle [0{,}7905,0{,}80265),[0{,}80265,0{,}81075),[0{,}81075,0{,}81615),[0{,}81615,0{,}8175).}
- Kolejnym kodowanym symbolem jest (ponownie) {\displaystyle a,} któremu odpowiada 1. podprzedział, zatem {\displaystyle P:=R_{1}=[0{,}7905,0{,}80265).} Nowy przedział znów jest dzielony: {\displaystyle [0{,}7905,0{,}795968),[0{,}795968,0{,}799612),[0{,}799612,0{,}802042),[0{,}802042,0{,}80265).}
- Kolejnym kodowanym symbolem jest {\displaystyle \#,} kończący kodowanie, któremu odpowiada 4. podprzedział, zatem {\displaystyle P:=R_{4}=[0{,}802042,0{,}80265).}
- Na wyjście zostaje zapisana liczba identyfikująca ten przedział – może to być, jak wspomniano, jego dolne ograniczenie, czyli 0,802042.

## Dekodowanie
Dekodowanie przebiega prawie tak samo. Różnica polega na tym, że przy kodowaniu kolejne litery jednoznacznie określały podprzedziały, przy dekodowaniu natomiast wybierany jest ten podprzedział, do którego należy kodująca liczba. Wybranie podprzedziału powoduje wypisanie powiązanego z nim symbolu.
Formalnie algorytm przebiega następująco:
- {\displaystyle x} – liczba (kod)
- {\displaystyle P=[0,1)}
- Wykonuj w pętli:
  - Podziel {\displaystyle P} na podprzedziały {\displaystyle R_{i}}
  - Znajdź podprzedział {\displaystyle R_{i},} do którego należy {\displaystyle x.}
  - {\displaystyle P:=R_{i}}
  - Wypisz i-ty symbol na wyjście
  - Jeśli i-ty symbol był symbolem końcowym, zakończ pętlę

### Przykład
Na rysunku poniżej pokazano pierwsze trzy kroki dekodowania liczby 0,538 (zaznaczonej kropką na osi liczbowej); prawdopodobieństwa symboli: {\displaystyle p=\{0{,}6,0{,}2,0{,}1,0{,}1\}.} W pierwszej iteracji {\displaystyle P=[0,1)} – liczba 0,538 znajduje się w pierwszym przedziale, a zatem wypisany zostanie pierwszy symbol, a {\displaystyle P:=R_{1}=[0,0{,}6].} Teraz 0,538 znajduje się w przedziale 3., wypisany zostanie symbol 3., a {\displaystyle P=R_{3}=[0{,}48,0{,}54]} itd.